# DN65
De DN65 (Drum Național 65 of Nationale weg 65) is een weg in Roemenië. Hij loopt van Craiova via Balș, Slatina  en Scornicești naar Pitești. De weg is 122 kilometer lang.

## Europese wegen
De volgende Europese weg loopt met de DN65 mee:
- Craiova - Pitești (gehele route)